# My Frogger Toy Trials
My Frogger Toy Trials är ett actiondatorspel som utvecklats av Konami Computer Entertainment Hawaii och publicerades av Konami för Nintendo DS handhållna spelkonsol. Den släpptes först i Nordamerika den 13 november 2006, i Europa den 23 februari 2007 och i Australien i februari 2007.

## Handling
My Frogger Toy Trials har tre typer av spel. Den första är navet, där spelaren flyttar Kyle runt olika områden för att delta i nivåer och minispel. Nästa är huvudspelet, där spelaren kontrollerar Frogger istället. I den ligger Frogger på en nivå som omfattas av ett galler som Frogger måste komma igenom. Den sista spelstypen är alla de olika minispelen. Vissa minispel kan spelas i navet, medan alla är spelbara i Mini-spel och Multiplayer-lägen.